# Buran 1.01
Buran 1.01 (russisch Буран für Buran – deutsch: Schneesturm) war die einzige für einen Orbitalflug eingesetzte Raumfähre (GRAU-Index 11F35 K1) aus dem gleichnamigen sowjetischen Raumfährenprojekt des Buran-Programms. Die Raumfähre ähnelte dem US-amerikanischen Space Shuttle, aber sie hatte z. B. keine eigenen Triebwerke wie das Space Shuttle (SSME). Um letztendlich einen Orbit zu erreichen, wurden am Ende des Starts ähnlich wie bei dem US-Shuttle die OMS-Triebwerke eingesetzt. Die Buran sollte außerdem mit Strahl-Triebwerken ausgestattet werden, die während des Landeanfluges die Raumfähre in der Atmosphäre gezielt auf einen Stützpunkt in der Sowjetunion hätten zurückbringen können. Nach dem Zusammenbruch der Sowjetunion wurde das Programm, auch aus finanziellen Gründen, eingestellt; es blieb bei dem einzigen unbemannten Einsatz. Beim Deckeneinsturz einer Montagehalle im Mai 2002 wurde die Raumfähre völlig zerstört.

## Geschichte

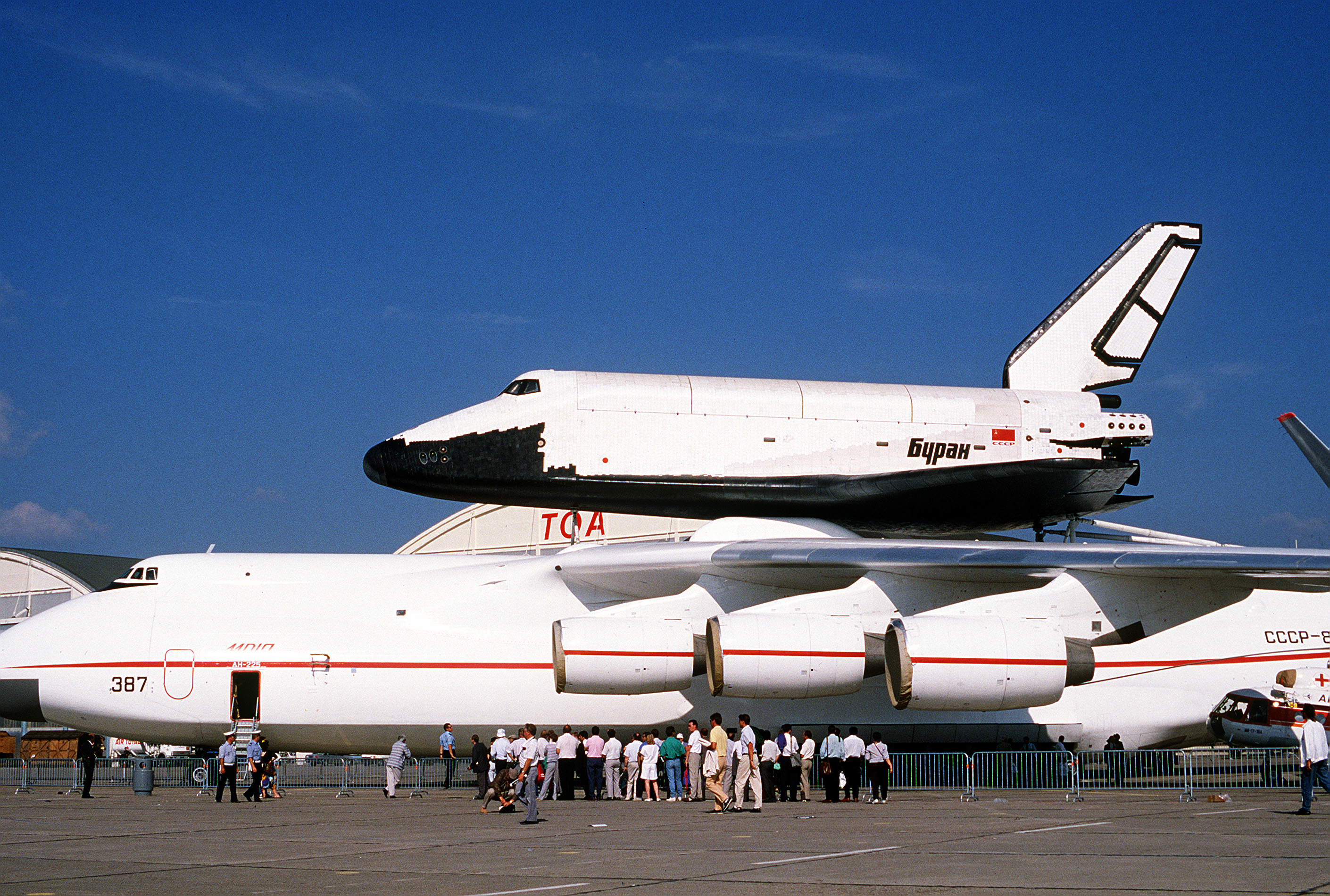
Buran auf der Antonow An-225, Pariser Luftfahrtschau im Juni 1989

Buran 1.01 wurde 1986 als erste raumflugtaugliche Raumfähre des Buran-Programms gebaut. Ursprünglich wurde die Fähre Baikal (russisch Байкал nach dem Baikalsee) benannt und wenige Wochen vor dem geplanten Erstflug in Buran umbenannt. Nachdem die notwendige Trägerrakete Energija am 15. Mai 1987 erfolgreich getestet worden war, erfolgte am 15. November 1988 der erste und einzige Start des Buran-Energija-Systems mit dem Orbiter Buran 1.01. Der unbemannte Flug wurde nach zwei Umkreisungen erfolgreich mit einer automatischen Landung abgeschlossen.
Im Juni 1989 wurde Buran auf der Pariser Luftfahrtschau auf einem Transportflugzeug Antonow An-225 montiert ausgestellt.
Nach Beendigung des Programms 1993 wurde Buran in der Montagehalle „MIK-112“ auf dem Weltraumbahnhof in Baikonur auf einem Energija-Mock-up montiert gelagert. Wegen unzureichender Wartung hatte deren Deckenkonstruktion bereits stark durch Witterung gelitten. Bei einem Reparaturversuch am 12. Mai 2002 stürzte die Hallendecke des Hangars ein, wodurch Buran und der Energija-Mock-up völlig zerstört wurden. Dabei kamen auch acht Mitglieder der Reparaturmannschaft ums Leben. Aus Geldmangel blieb die eingestürzte Montagehalle jahrelang unrepariert. Erst 2006 wurden erste Reparaturversuche gestartet (45° 55′ 41″ N, 63° 17′ 53″ O).

## 1K1, der einzige Orbitalflug

### Vorbereitungen
Die Raumfähre für die 1K1-Testmission wurde in der Tuschino-Fabrik in Moskau gebaut, zur Moskwa transportiert, dort auf ein Schiff geladen und zu einem Militärflugplatz gebracht. Teile des Hitzeschildes sowie das Seitenleitwerk und das Orbital Maneuvering System wurden dort ergänzt. Montiert auf einem Mjassischtschew-WM-T-Trägerflugzeug ging der Transport weiter zum Kosmodrom nach Baikonur, in dessen Halle weitere Strukturtests, Komplettierungen und die Startvorbereitungen stattfanden.
Im Sommer 1988 wurde Buran in die Endmontagehalle gebracht und mit der zweiten gebauten Energija verbunden. Am 10. Oktober 1988 wurde das Fluggerät zum Startplatz gebracht und aufgerichtet. Danach wurde die Fähre an der Rampe umfangreich getestet. Als Starttermin war der 29. Oktober 1988 vorgesehen. Der Countdown zum Start verlief normal, bis der Computer den Start 51 Sekunden vor dem Abheben aufgrund eines technischen Fehlers abbrach. Ein neuer Startversuch wurde auf den 15. November 1988 gelegt.

### Missionsverlauf
Am 15. November 1988 gelang der Start des unbemannten Raumschiffs, und Buran hob um 03:00 UTC von Baikonur ab. Nach zwei Minuten und 45 Sekunden wurden die Booster der Energija abgeworfen. Acht Minuten nach dem Start wurde die ausgebrannte Zentralstufe abgeworfen. Nun wurde das Orbital Maneuvering System mehrfach gezündet, um die Fähre in eine stabile Umlaufbahn zu bringen.
Dies gelang, und zwei Stunden und 20 Minuten nach dem Start wurde die Bremszündung durchgeführt, und der Wiedereintritt in die Erdatmosphäre begann. In 400 km Entfernung von Baikonur flog Buran nach Navigationssignalen vom Boden und landete, automatisch gesteuert, mit 260 km/h auf dem Flugplatz Jubileiny innerhalb des Kosmodroms Baikonur. Bei der Landung wurden drei Bremsschirme benutzt. Der geplante Aufsetzpunkt wurde dabei nur um etwa drei Meter seitlich und zehn Meter in Flugrichtung verfehlt.
Nach den Sanierungsarbeiten wurde die Raumfähre zurück in eine Halle gebracht, wo sie für einen weiteren Flug aufgearbeitet wurde. Bei der Nachkontrolle wurde festgestellt, dass während des Fluges sieben Hitzeschutzkacheln abgefallen waren, was den Flug aber nicht gefährdet hatte.

## Geplante Missionen
Ursprünglich war ein weiterer Start für 1993 geplant, der eine Flugdauer von 15 bis 20 Tagen haben sollte. Nachdem das Programm gestoppt worden war, kam es aber nicht mehr dazu.